# Zeke Upshaw
Zena Ray Upshaw, detto Zeke (Chicago, 27 maggio 1991 – Grand Rapids, 26 marzo 2018), è stato un cestista statunitense.
È morto il 26 marzo 2018, due giorni dopo essere collassato, in seguito ad arresto cardiaco, durante la partita di G-League tra la sua squadra, i Grand Rapids Drive, e i Long Island Nets.